# Pleiospilos bolusii
Pleiospilos bolusii es una especie de planta suculenta perteneciente a la familia de las aizoáceas. Es originaria de Sudáfrica.

## Descripción
Es una pequeña planta suculenta perennifolia, con un tamaño de 8 cm de altura. Se encuentra a una altitud de 750 - 1100 metros en Sudáfrica.

## Sinonimia
- Mesembryanthemum bolusii Hook.f. basónimo
- Pleiospilos beaufortensis L.Bolus (1939)

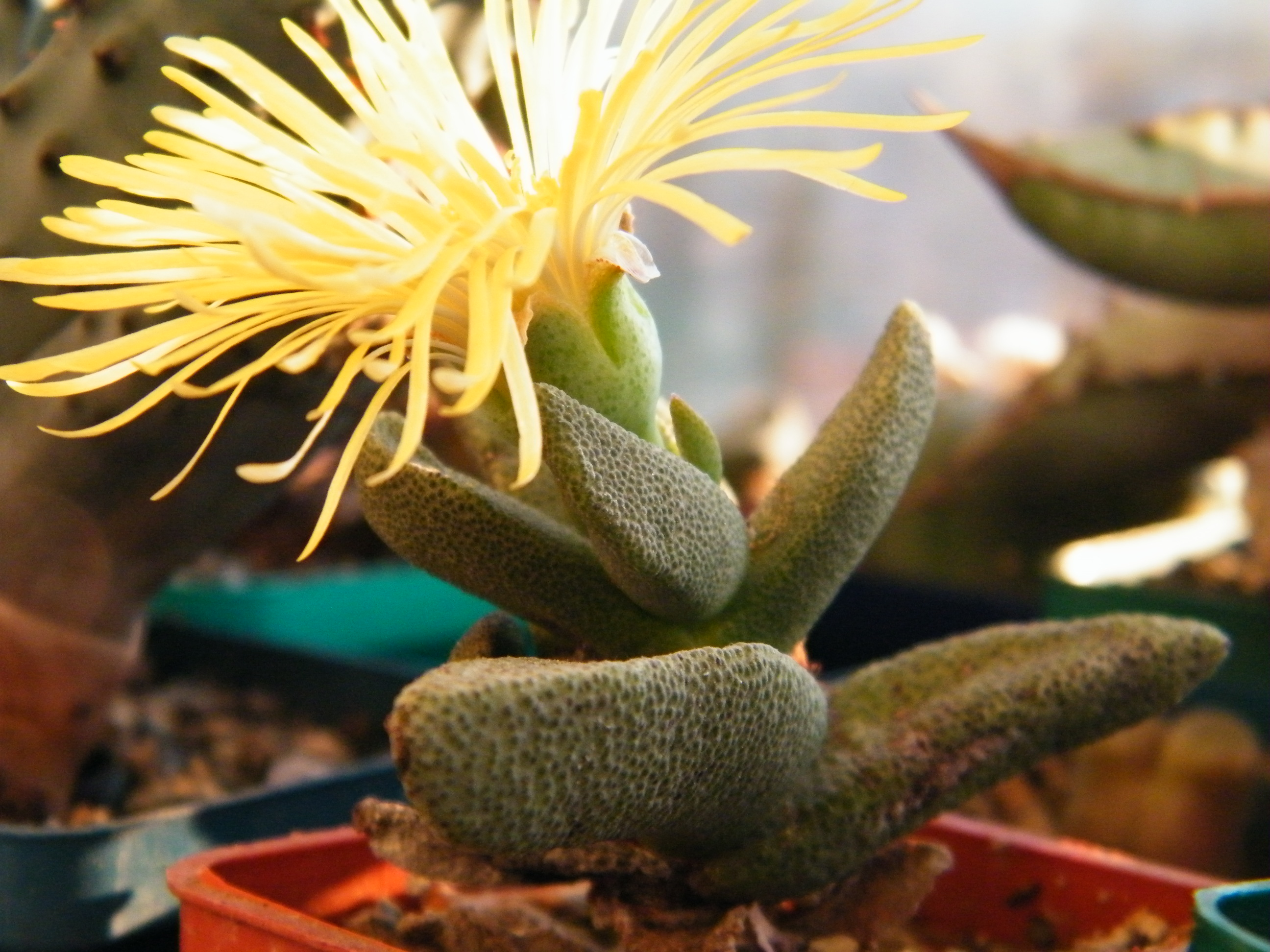
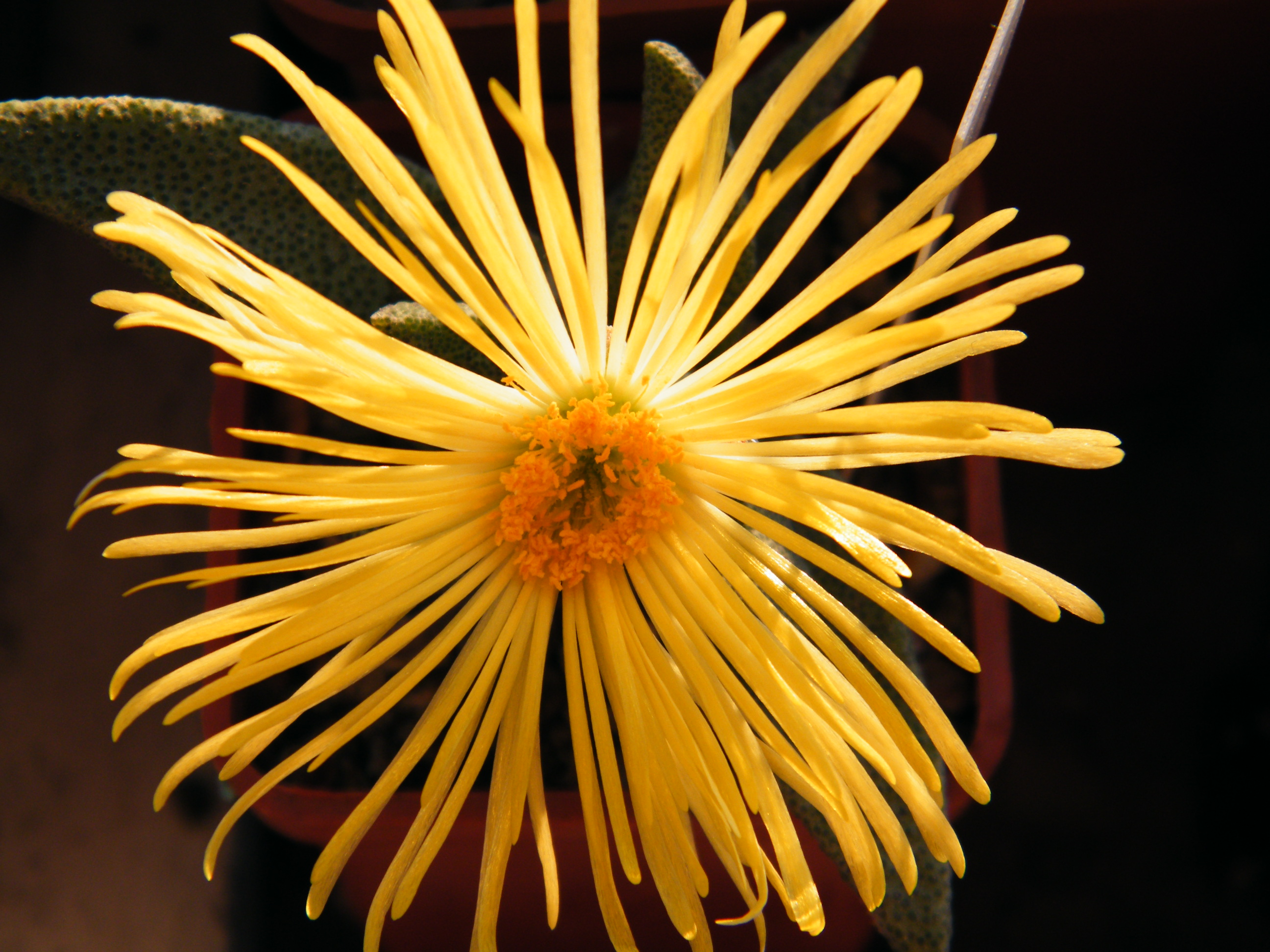

- Pleiospilos barbarae Karrer[1][2]